# 23e législature de la Colombie-Britannique

La 23e législature de la Colombie-Britannique a siégé de février à mars 1953. Ses membres sont élus lors de l'élection générale de 1952. Le Parti Crédit social de la Colombie-Britannique dirigé par W. A. C. Bennett forme un gouvernement minoritaire. Le CCF d'Harold Winch forme l'opposition officielle.
Thomas Irwin est président de l'Assemblée durant l'ensemble de la législature.
Le gouvernement est défait lors du vote de Bill 79 (Ralston formula) le 24 mars 1953.

## Membre de la 23elégislature
| Député | Député                         | Circonscription         | Parti                     |
| ------ | ------------------------------ | ----------------------- | ------------------------- |
|        | Stanley John Squire            | Alberni                 | CCF                       |
|        | Frank Arthur Calder            | Atlin                   | CCF                       |
|        | Ernest Edward Winch            | Burnaby                 | CCF                       |
|        | William Ralph Talbot Chetwynd  | Cariboo                 | Créditiste                |
|        | William Kenneth Kiernan        | Chilliwack              | Créditiste                |
|        | Richard Orr Newton             | Columbia                | Créditiste                |
|        | William Campbell Moore         | Comox                   | CCF                       |
|        | Robert Martin Strachan         | Cowichan-Newcastle      | CCF                       |
|        | Leo Thomas Nimsick             | Cranbrook               | CCF                       |
|        | Thomas Irwin                   | Delta                   | Créditiste                |
|        | Lyle Wicks                     | Dewdney                 | Créditiste                |
|        | Frank Mitchell                 | Esquimalt               | CCF                       |
|        | Thomas Hubert Uphill           | Fernie                  | Travailliste              |
|        | Llewellyn Leslie King          | Fort George             | Créditiste                |
|        | Rupert Williams Haggen         | Grand Forks-Greenwood   | CCF                       |
|        | Philip Arthur Gaglardi         | Kamloops                | Créditiste                |
|        | Randolph Harding               | Kaslo-Slocan            | CCF                       |
|        | Ernest Crawford Carson         | Lillooet                | Progressiste-conservateur |
|        | Anthony John Gargrave          | Mackenzie               | CCF                       |
|        | Lorenzo (Larry) Giovando       | Nanaimo and the Islands | Progressiste-conservateur |
|        | Wesley Drewett Black           | Nelson-Creston          | Créditiste                |
|        | John McRae (Rae) Eddie         | New Westminster         | CCF                       |
|        | Charles William Morrow         | North Okanagan          | Créditiste                |
|        | Martin Elliott Sowden          | North Vancouver         | Libéral                   |
|        | Philip Archibald Gibbs         | Oak Bay                 | Libéral                   |
|        | Cyril Morley Shelford          | Omineca                 | Créditiste                |
|        | Charles William Parker         | Peace River             | Créditiste                |
|        | George Edwin Hills             | Prince Rupert           | CCF                       |
|        | Vincent Segur                  | Revelstoke              | CCF                       |
|        | Robert Edward Sommers          | Rossland-Trail          | Créditiste                |
|        | Frank Snowsell                 | Saanich                 | CCF                       |
|        | James Allan Reid               | Salmon Arm              | Créditiste                |
|        | Harry Denyer Francis           | Similkameen             | Créditiste                |
|        | Edward Tourtellotte Kenney     | Skeena                  | Créditiste                |
|        | William Andrew Cecil Bennett   | South Okanagan          | Créditiste                |
|        | Eric Charles Fitzgerald Martin | Vancouver-Burrard       | Créditiste                |
|        | Bert Price                     | Vancouver-Burrard       | Créditiste                |
|        | James Campbell Bury            | Vancouver Centre        | CCF                       |
|        | Laura Emma Marshall Jamieson   | Vancouver Centre        | CCF                       |
|        | Arthur James Turner            | Vancouver East          | CCF                       |
|        | Harold Edward Winch            | Vancouver East          | CCF                       |
|        | Albert Reginald MacDougall     | Vancouver-Point Grey    | Progressiste-conservateur |
|        | George Clark Miller            | Vancouver-Point Grey    | Progressiste-conservateur |
|        | Tilly Jean Rolston             | Vancouver-Point Grey    | Créditiste                |
|        | Nancy Hodges                   | Victoria City           | Libéral                   |
|        | Daniel John Proudfoot          | Victoria City           | Libéral                   |
|        | William Thomas Straith         | Victoria City           | Libéral                   |
|        | Irvine Finlay Corbett          | Yale                    | Créditiste                |

## Répartition des sièges
| Parti    | Parti                     | Député(s) |
| -------- | ------------------------- | --------- |
|          | Crédit social             | 19        |
|          | CCF                       | 18        |
|          | Libéral                   | 6         |
|          | Progressiste-conservateur | 4         |
|          | Travailliste              | 1         |
| Total    | Total                     | 48        |
| Majorité | Majorité                  | -10       |

## Élections partielles
Des élections partielles ont été tenues pour diverses autres raisons:
| Circonscription | Député                  | Parti         | Élection         | Motif                                                           |
| --------------- | ----------------------- | ------------- | ---------------- | --------------------------------------------------------------- |
| Columbia        | Robert William Bonner   | Crédit social | 24 novembre 1952 | Démission de R.O. Newton pour offrir un siège à R.W. Bonner     |
| Similkameen     | Einar Maynard Gunderson | Crédit social | 24 novembre 1952 | Démission de H.D. Francis pour offrir un siège à E.M. Gunderson |

## Autre(s) changement(s)
- Lillooet, décès de Ernest Crawford Carsonle 21 octobre 1952)
- Vancouver-Point Grey, décès de Albert Reginald MacDougall le 20 janvier 1953[6]